# Mysidopsis cachuchoensis
Mysidopsis cachuchoensis is een aasgarnalensoort uit de familie van de Mysidae. De wetenschappelijke naam van de soort is voor het eerst geldig gepubliceerd in 2012 door San Vicente, Frutos & Sorbe.